# 恐るべきさぬきうどん
『恐るべきさぬきうどん』（おそるべきさぬきうどん）は、ゲリラうどん通ごっこ軍団（通称：麺通団）による香川県下の讃岐うどん店のガイドブック。なお本項目では、その後継シリーズとして麺通団団長である田尾和俊の名義で出された『超麺通団シリーズ』についても記載する。

## 概要
ホットカプセル刊のタウン情報誌『TJ Kagawa（月刊タウン情報かがわ）』に連載されたコラム『ゲリラうどん通ごっこ』をまとめて単行本化した書籍。副題は『誰も書かなかった さぬきうどん 針の穴場探訪記』である。全5巻。
のちに新潮社によって文庫版（当時は新潮OH!文庫レーベルによる）が発売される。この文庫版はその後新潮文庫に引き継がれた（現在は絶版）。
これらの経緯により、1990年代以降における「讃岐うどんブーム」ならびに「讃岐うどん店の観光地化」の火付け役を果たした。

### 超麺通団シリーズ
『超麺通団』シリーズは、麺通団団長田尾和俊が執筆した作品。『恐るべきさぬきうどん』シリーズとは異なり、西日本出版社より出されている。
「超麺通団」シリーズは『恐るべきさぬきうどん』のようなガイドブックとは異なり、基本的には田尾の実践より得られたマスコミ論の解説書的なものや『恐るべきさぬきうどん』の舞台裏を綴った作品であり、うどん店の紹介はあまりない。2巻目にはホットカプセルの「協力」という形で『恐るべきさぬきうどんANNEX』が収録されている。

## シリーズ リスト
- 恐るべきさぬきうどん ハードカバー版（出版：ホットカプセル）1～5 巻
- 恐るべきさぬきうどん 文庫版（出版：新潮社・新潮文庫）
『麺地創造の旅』編（ハードカバー版 1～2巻の内容に加筆修正を加えたもの）
『麺地巡礼の旅』編（ハードカバー版 3～4巻の内容に加筆修正を加えたもの）
- 恐るべきさぬきうどん スーパーコンテンツ『さぬきうどん全店制覇攻略本』（出版：ホットカプセル→あわわ（2007年度版から））
1998年から年度ごとに出版されている、香川県下に在する讃岐うどん店のデータベース本。1999年度、2006年度は未出版。
- 特別版 恐るべきさぬきうどん（出版：あわわ）
映画『UDON』の公開にあわせて出版されたムック。中身は映画出演者らのインタビュー記事と、うどん店の紹介記事がメインとなっている。『恐るべき~』と銘打ってはいるが、テイストはオリジナルのそれとは異なり、通常のガイドブックと同様である。

### 超麺通団
- 超麺通団 団長田尾和俊と12人の麺徒たち（出版：西日本出版社）
- 超麺通団2 ～団長の事件簿～（出版：西日本出版社）
- 超麺通団3 麺通団のさぬきうどんのめぐり方（出版：西日本出版社）
- 超麺通団4 麺通団の最新讃岐うどんの巡り方&讃岐うどんの基礎知識（出版：西日本出版社）